# Salvador Giménez Valls
Salvador Giménez Valls (ur. 31 maja 1948 w Muro di Alcoy) – hiszpański duchowny katolicki, biskup Lleidy w latach 2015–2025.

## Życiorys

### Prezbiterat
Święcenia kapłańskie otrzymał 9 czerwca 1973 i został inkardynowany do archidiecezji Walencji. Był m.in. rekrorem niższego seminarium, wykładowcą szkoły Edetania w Walencji oraz wikariuszem biskupim dla centralnej i północno-wschodniej części miasta.

### Episkopat
11 maja 2005 papież Benedykt XVI mianował go biskupem pomocniczym archidiecezji Walencji, ze stolicą tytularną Abula. Sakry biskupiej udzielił mu 2 lipca 2005 kard. Agustín García-Gasco y Vicente.
21 maja 2009 został biskupem ordynariuszem diecezji Minorka, zaś 11 lipca 2009 kanonocznie objął urząd.
28 lipca 2015 papież Franciszek mianował go biskupem diecezji Lleida. Ingres odbył się 20 września 2015.
21 maja 2025 papież  Leon XIV przyjął jego rezygnację z pełnionego urzędu, złożoną ze względu na wiek.